# Trichomycterus areolatus
Trichomycterus areolatus là một loài cá da trơn đặc hữu của Chile. Loài này phát triển đến chiều dài 11,6 cm (4,6 in).

## Hình ảnh

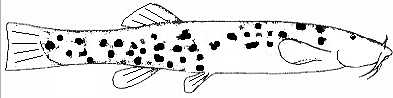